# NCAA Division I 2008 (pallavolo maschile)
La NCAA Division I 2008 si è svolta dal 1 al 3 maggio 2008: al torneo hanno partecipato 4 squadre di pallavolo universitarie e la vittoria finale è andata per la seconda volta alla Penn State.

## Squadre partecipanti
- 01)  Penn State
- 02)  Pepperdine
- 03)  CSU Long Beach
- 04)  Ohio State

## Final Four
|  | Semifinali 1º maggio | Semifinali 1º maggio | Semifinali 1º maggio |            |   | Finale 3 maggio | Finale 3 maggio | Finale 3 maggio |  |
|  |                      |                      |                      |            |   |                 |                 |                 |  |
|  | 1                    | Penn State           | 3                    |            |   |                 |                 |                 |  |
|  | 1                    | Penn State           | 3                    |            |   |                 |                 |                 |  |
|  | 4                    | Ohio State           | 1                    |            |   |                 |                 |                 |  |
|  | 4                    | Ohio State           | 1                    |            | 1 | Penn State      | 3               |                 |  |
|  |                      |                      |                      |            | 1 | Penn State      | 3               |                 |  |
|  |                      |                      | 2                    | Pepperdine | 1 |                 |                 |                 |  |
|  | 2                    | Pepperdine           | 2                    | Pepperdine | 1 | 3               |                 |                 |  |
|  | 2                    | Pepperdine           |                      |            |   |                 |                 |                 |  |
|  | 3                    | CSU Long Beach       | 0                    |            |   |                 |                 |                 |  |

### Semifinali
| 1º maggio Bren Events Center, Irvine | Penn State | 3 - 1 | Ohio State     | 30-21, 26-30, 30-22, 30-17 |
| 1º maggio Bren Events Center, Irvine | Pepperdine | 3 - 0 | CSU Long Beach | 30-26, 30-21, 30-26        |

### Finale
| 3 maggio Bren Events Center, Irvine | Penn State | 3 - 1 | Pepperdine | 27-30, 33-31, 30-25, 30-23 |

## Premi individuali
Al termine della finale viene assegnato il premio di Most Outstanding Player al miglior giocatore della finale e vengono eletti i sei giocatori che fanno parte dell'All-Tournament Team.
| Premio                  | Giocatrice         | Squadra    |
| ----------------------- | ------------------ | ---------- |
| Most Outstanding Player | Matthew Anderson   | Penn State |
| All-Tournament Team     | Maxwell Holt       | Penn State |
| All-Tournament Team     | Luke Murray        | Penn State |
| All-Tournament Team     | Max Lipsitz        | Penn State |
| All-Tournament Team     | Jonathan Winder    | Pepperdine |
| All-Tournament Team     | Paul Carroll       | Pepperdine |
| All-Tournament Team     | J.D. Schleppenbach | Pepperdine |